# Polskie gówno
Polskie gówno – polski film muzyczny z 2014 roku w reżyserii Grzegorza Jankowskiego.

## Fabuła
Alternatywny zespół Tranzystory znajduje się  na krawędzi rozpadu. Lider grupy, Jerzy Bydgoszcz (Tymon Tymański), pracuje na poczcie, odpracowując długi. Pomimo podjęcia pracy zdarza mu się pożyczać pieniądze od ojca (Marian Dziędziel). Reszta członków zespołu również skupia się na życiu codziennym. Pewnego dnia do drzwi Bydgoszcza puka komornik Czesław Skandal (Grzegorz Halama). Skandal oferuje swe usługi menedżerskie i organizację trasy koncertowej, która rozwiązałaby problemy finansowe muzyków. Bydgoszcz postanawia po raz kolejny skrzyknąć zespół. Prosi o pomoc swego przyjaciela i mentora, Stana Gudeyko, lidera legendarnej punkrockowej formacji Iperyt, który zgadza się zostać kierowcą grupy. W trasie na muzyków czeka wiele kłopotliwych przygód i rozczarowań, które przetestują ich przyjaźń oraz cierpliwość.

## Produkcja
Pomysł na film pojawił się w 2007 roku. Songwriter i scenarzysta Tymon Tymański pragnął początkowo nakręcić fałszywy dokument o fikcyjnym zespole rockandrollowym, Tranzystorach z Pruszcza Gdańskiego, pokazując w tle polski show biznes. Reżyser filmu Grzegorz Jankowski przekonał Tymańskiego do konwencji musicalowej. Film został nakręcony w 32 dni zdjęciowe pomiędzy styczniem 2012 roku (ogólnopolska trasa koncertowa Tranzystorów) a sierpniem 2013 roku (ostatnie dodatki do filmu, kręcone iPhonem w Augustowie). Montaż filmu trwał półtora roku. Tymański twierdzi, że pomysł na obrazoburczy tytuł filmu wpadł mu do głowy na kacu. Mimo wielu sugestii jego zmiany uznał, że nie podda się kompromisowi zgodnie  z życiową filozofią jego ulubionego autora Witolda Gombrowicza. Obrazek miał być artystyczną wypowiedzią na temat egzystencji muzyków alternatywnych, opatrzoną prawdziwymi anegdotami oraz absurdalnym humorem. W pracy nad filmem pomagał reżyser Wojciech Smarzowski, który zgodził się objąć film swą artystyczną opieką oraz doradzał Jankowskiemu, Tymańskiemu i montażystce filmu Agnieszce Glińskiej na etapie pisania scenariusza i montażu.
19 czerwca 2015 roku film ukazał się na DVD.

## Obsada
- Tymon Tymański – Jerzy Bydgoszcz, lider zespołu Tranzystory
- Robert Brylewski – Stan Gudeyko, muzyk zespołu Tranzystory
- Grzegorz Halama – Czesław Skandal, menadżer zespołu Tranzystory
- Filip Gałązka – Zbigniew Gruz, perkusista zespołu Tranzystory
- Marcin Gałązka – Janusz Trusiłło, muzyk zespołu Tranzystory
- Arkadiusz Kraśniewski – Marek Weinert, muzyk zespołu Tranzystory
- Sonia Bohosiewicz – Giga
- Czesław Mozil – Andrzej, fan zespołu Tranzystory z Kołobrzegu
- Arkadiusz Jakubik – Dudek Meissner, lider zespołu B.Sex
- Marian Dziędziel – Henryk Bydgoszcz, ojciec Jerzego
- Jan Peszek – Roman Bloom
- Bartłomiej Topa – reżyser show Polwsadu
- Leszek Możdżer – „Garbus”, lokaj Romana Blooma
- Krzysztof Skiba – menadżer Prucnal
- Jacek „Bielas” Bieleński – Jacek „Bielas”, organizator koncertu zespołu Tranzystory w Łodzi
- Pola Antonowicz – asystentka reżysera
- Rita Aniołowska – dziennikarka
- Piotr Kędzierski – juror
- Piotr Stelmach – juror
- Dominik Stroka – ksiądz
- Piotr Srebrowski – ksiądz
- Edyta Janusz-Ehrlich – prowadząca show Polwsadu
- Marek Grabie – prowadzący show Polwsadu
- Wojciech Mazolewski – członek zespołu „Astroswing”
- Oskar Torok – członek zespołu „Astroswing”
- Marek Pospieszalski – członek zespołu „Astroswing”
- Jerzy Rogiewicz – członek zespołu „Astroswing”
- Wojciech Michalec – członek zespołu „B.Sex”
- Sławomir Leniart – członek zespołu „B.Sex”
- Michał Baczuń – członek zespołu „B.Sex”
- Jerzy Zagórski – członek zespołu „Giga & Zgaga”
- Joanna Duda – członkini zespołu „Giga & Zgaga”
- Jacek Szafraniec – członek zespołu „Giga & Zgaga”
- Marcin Ułanowski – członek zespołu „Giga & Zgaga”
- Kosma Tymański – członek zespołu „Księgowi”
- Lukas Tymański – członek zespołu „Księgowi”
- Tomasz Ziętek – członek zespołu „Księgowi”
- Jakub Zwolan – członek zespołu „Księgowi”
- Łukasz Sasko – członek zespołu „Księgowi”
- Przemysław Bartoś – członek zespołu „Księgowi”
- Maria Natalia Tymańska – członkini zespołu „Lucy Fur”
- Jan Szlagowski – członek zespołu  „Lucy Fur”
- Łukasz Morawski – członek zespołu „Lucy Fur”
- Konrad Słoka – członek zespołu „Lucy Fur”
- Olaf Deriglasoff – lider zespołu „Płk. Kalita & Zryte Berety”
- Andrzej Niski – członek zespołu „Płk. Kalita & Zryte Berety”
- Wojciech Kuzyk – członek zespołu „Płk. Kalita & Zryte Berety”
- Robert Szymański – członek zespołu „Płk. Kalita & Zryte Berety”
- Mikołaj Lizut – „Zoltar”, lider zespołu „Zoltar”
- Rafał Plater-Zyberk – członek zespołu „Zoltar”
- Ireneusz Andres – członek zespołu „Zoltar”
- Łukasz Kutyński – członek zespołu „Zoltar”
- Jarosław Maślanka
- Hanna Bieniuszewicz[a]
- Aleksandra Piasecka
- Michał Danilczuk
- Agnieszka Majsterek
- Anna Olizarowicz
- Paulina Śmigielska
- Justyna Cichosz
- Gracjan Konstantynowicz
- Karolina Krupińska
- Katarzyna Narolewska
- Magda Kasprzak
- Sylwia Wajs
- Natalia Hurec
- Klaudia Janus
- Aneta Romanko
- Bogumiła Walendziak
- Natalia Konopka
- Daniel Spoczyński
- Małgorzata Spoczyńska
- Łukasz Cysewski

## Nagrody i nominacje
- 2014
  - Gdynia, Festiwal Filmowy w Gdyni – Nagroda publiczności w konkursie „Inne Spojrzenie”[1]
- 2015
  - Koszalin, Koszaliński Festiwal Debiutów Filmowych „Młodzi i Film” – Grand Prix „Wielki Jantar” dla Grzegorza Jankowskiego.[1]
  - Koszalin, Koszaliński Festiwal Debiutów Filmowych „Młodzi i Film” – Nagroda za muzykę: Tymon Tymański, Arkadiusz Kraśniewski, Robert Brylewski[1].
- 2016
  - Nagroda im. Krzysztofa Krauzego (przyznana przez Gildię Reżyserów Polskich) – nominacja: Grzegorz Jankowski[1]